# Landsasse
Als Landsassen (kurz: Lansten beziehungsweise landsässige Untertanen) wurden in Deutschland im späten Mittelalter und in der frühen Neuzeit diejenigen Grundherren oder Adeligen bezeichnet, die im Gegensatz zu den Reichsunmittelbaren der direkten Herrschaft eines Territorialherrn unterworfen waren.

## Personenkreis
Bei Landsassen handelte es sich um jenen Personenkreis, der keiner grundherrlichen oder städtischen Gerichtsbarkeit unterworfen war, sondern seinen Gerichtsstand beim Landesfürsten hatte. In der Regel war die Landsässigkeit an den Besitz eines Gutes im jeweiligen Territorium gebunden. Meistens waren die Landsassen Adlige, auch direkt dem Fürsten unterstehende Korporationen wie z. B. Klöster konnten landsässig sein. Mancherorts gab es auch landesunmittelbare Freibauern.
Landsässigkeit war stets eine der Voraussetzungen für die Zulassung zum ständischen Landtag.

## Landsassengut
Als Landsassengut wurde ein (in meist adeligem Besitz befindliches) mit der Landsassenfreiheit ausgestattetes Landgut bezeichnet. Ähnlich wie die Inhaber von Hofmarken und Rittergütern übten die Inhaber von Landsassengütern im späten Mittelalter und der frühen Neuzeit meist auch Verwaltungs- und Gerichtsfunktionen aus, so die niedere Gerichtsbarkeit über ihre Untertanen. An der Wende zum 19. Jahrhundert wurden diese Gerichte meist in sogenannte Patrimonialgerichte überführt.